# ريجنالد باش
ريجنالد باش (بالإنجليزية: Reginald Bach)‏ هو ممثل بريطاني، ولد في 3 سبتمبر 1886 في أنجلترا، وتوفي في 6 يناير 1941 في نيويورك بأمريكا.

## وصلات خارجية
- ريجنالد باش على موقع IMDb (الإنجليزية)
- ريجنالد باش على موقع قاعدة بيانات برودواي على الإنترنت (الإنجليزية)
- ريجنالد باش على موقع قاعدة بيانات الفيلم (الإنجليزية)